# Hayko
Hayko (orm. Հայկո), właśc. Hajk Hako’bjan (orm. Հայկ Հակոբյան; ur. 25 sierpnia 1973 w Erywaniu, zm. 29 września 2021 tamże) – ormiański piosenkarz, reprezentant Armenii w 52. Konkursie Piosenki Eurowizji (2007).

## Życiorys
Ukończył podstawową i średnią szkołę muzyczną oraz studiował w konserwatorium w Erywaniu. W 1996 wygrał festiwal Moskwa '96, a rok później – Big Apple w Nowym Jorku.  W 1999 nagrał i wydał swój debiutancki album studyjny pt. Romanse, na którym zawarł m.in. znane miejskie utwory. W 2002 zaśpiewał gościnnie na płycie pt. Starband projektu The Armenian Jazz Band, który wygrał statuetkę w kategorii „Najlepszy album kompilacyjny” podczas ceremonii Armenian Music Awards (AMA). Rok później wydał album z autorskimi piosenkami pt. Norits, za który otrzymał dwie nominacje do AMA 2004 w kategoriach: „Najlepszy wokalista” i „Najlepszy album współczesny”.
W 2004 wydał pierwszy album koncertowy pt. Live Concert, który zrealizował podczas koncertu w Yerevan Opera Theatre. Wydawnictwo otrzymało dwie nominacje do AMA 2005 w kategoriach „Najlepszy album współczesny” (nagroda im. Stepana Lousikiana) oraz „Najlepszy koncertowy film”.
W 2007 zgłosił się z utworem „Anytime You Need” do udziału w krajowych eliminacjach do 52. Konkursu Piosenki Eurowizji, w których ostatecznie zwyciężył dzięki zdobyciu największego poparcia jurorów, zostając reprezentantem Armenii w konkursie organizowanym w Helsinkach. 12 maja wystąpił w finale Eurowizji i zajął ósme miejsce z wynikiem 138 punktów. Podczas występu towarzyszył mu chórek, w skład którego weszli Tigran Petrosjan, Ara Torosjan i Goga. W tym samym roku wydał album pt. In One Word, za który otrzymał nagrody podczas AMA 2007 w kategoriach Najlepszy album współczesnego popu oraz Najlepsza okładka i projekt graficzny; na tej samej gali był także nominowanych w kategoriach Artysta roku i Piosenka roku (za „Anytime You Need”).
Zmarł 29 września 2021 w wyniku zakażenia koronawirusem.

## Dyskografia
| - Romance (1999) - Norits (2003) - In One Word (2007) | - Live at the Yerevan Opera Theatre (2004) |